# Finale della Coppa delle nazioni africane 1980
La finale della Coppa delle nazioni africane 1980 si disputò il 22 marzo 1980 allo al  Stadio Surelere di Lagos, tra le nazionali di Nigeria e Algeria. La partita fu vinta per 3-0 dalla Nigeria che si aggiudicò il suo primo trofeo nella massima competizione tra nazionali maschili africane.

## Le squadre
| Squadra | Finali (o spareggi) disputate in precedenza (il grassetto indica la vittoria) |
| ------- | ----------------------------------------------------------------------------- |
| Nigeria | Nessuna                                                                       |
| Algeria | Nessuna                                                                       |

## Cammino verso la finale

### Tabella riassuntiva del percorso
| Squadra        | Pt | G |
| -------------- | -- | - |
| Nigeria        | 5  | 3 |
| Egitto         | 4  | 3 |
| Costa d'Avorio | 2  | 3 |
| Tanzania       | 1  | 3 |

| Squadra | Pt | G |
| ------- | -- | - |
| Algeria | 5  | 3 |
| Marocco | 3  | 3 |
| Ghana   | 3  | 3 |
| Guinea  | 1  | 3 |

## Tabellino
| Arbitro: | Gebreyesus Tesfaye |

|                            |           |  |
| Odegbami 2’, 42’ Lawal 50’ | Marcatori |  |

| Nigeria | Algeria |

| Nigeria       |    |                    |  |          |
|               |    |                    |  |          |
| P             | 1  | Best Ogedegbe      |  |          |
| D             | 2  | David Adiele       |  |          |
| D             | 5  | Christian Chukwu   |  |          |
| D             | 6  | Tunde Bamidele     |  |          |
| D             | 8  | Alloysius Atuegbu  |  |          |
| C             | 10 | Godwin Odiye       |  | Uscita   |
| C             | 9  | Felix Owolabi      |  |          |
| C             | 3  | Okey Isima         |  |          |
| C             | 7  | Segun Odegbami     |  |          |
| A             | 4  | Muda Lawal         |  |          |
| A             | 11 | Adokiye Amiesimaka |  |          |
| Sostituzioni: |    |                    |  |          |
| D             | 22 | Kadiri Ikhana      |  | Ingresso |
| CT:           |    |                    |  |          |
| Otto Glória   |    |                    |  |          |

| Algeria                          |    |                    |  |          |
|                                  |    |                    |  |          |
| P                                | 1  | Mehdi Cerbah       |  |          |
| D                                |    | Chaabane Merzekane |  |          |
| D                                |    | Abdelkader Horr    |  |          |
| D                                |    | Mohamed Khedis     |  |          |
| D                                | 3  | Mustapha Kouici    |  |          |
| C                                |    | Bouzid Mahyouz     |  |          |
| C                                | 8  | Ali Fergani        |  |          |
| C                                | 10 | Lakhdar Belloumi   |  |          |
| C                                | 7  | Salah Assad        |  |          |
| A                                | 9  | Tedj Bensaoula     |  | Uscita   |
| A                                |    | Hocine Benmiloudi  |  | Uscita   |
| Sostituzioni:                    |    |                    |  |          |
| C                                |    | Redouane Guemri    |  | Ingresso |
| A                                | 11 | Rabah Madjer       |  | Ingresso |
| CT:                              |    |                    |  |          |
| Zdravko Rajkov Mahieddine Khalef |    |                    |  |          |